# Roeselia hypopecta
Roeselia hypopecta är en fjärilsart som beskrevs av Dyar 1914. Roeselia hypopecta ingår i släktet Roeselia och familjen trågspinnare. Inga underarter finns listade.